# Циндао Вест Кост
«Циндао Вест Кост» (кит. упр. 青岛西海岸足球俱乐部, пиньинь Qīngdǎo Xīhǎi'àn Zúqiú Jùlèbù, буквально: «Циндао Западное Побережье») — китайский профессиональный футбольный клуб из города Циндао, провинция Шаньдун.
Клуб выступает в Китайской Суперлиге, высшем дивизионе китайского футбола. Домашние матчи команда проводит на «Гуженкоу Университи Сити Спортс Центр», расположенном в районе Хуандао.

## История
Футбольный клуб «Циндао Кантайюань» был основан в 2007 году компанией «Qingdao Kangtine Commercial Concrete Co., Ltd.» как корпоративная команда для сотрудников. Первоначально клуб принимал участие в местных любительских и мини-футбольных турнирах. В сезоне 2011 года они выступили в Кубке Ассоциации футбола Циндао, где дошли до 1/8 финала. 
В 2012 году команда присоединилась к системе футбольных лиг Китая, начиная со второго дивизиона Лиги Циндао, что соответствует седьмому уровню китайского футбола. В 2017 году, заняв третье место в Городской лиге Циндао, клуб сменил название на «Циндао Кангтайн» и впервые принял участие в Любительской футбольной лиге Китая. Они успешно вышли в национальный плей-офф, но затем выбыли, проиграв команде «Цинхай Чжуанбо».
В 2018 году клуб стал чемпионом Городской лиги Циндао и второй раз выступил в Китайской чемпионской лиге (четвёртая по значимости лига Китая), где был выбит командой «Тайчжоу Юаньда» в региональном плей-офф. В 2019 году клуб сменил название на «Циндао Чжунчуан Хэнгтай». В том же году, несмотря на поражение в групповом этапе от «Шаньдун Вангюэ», команда вновь смогла выйти на национальный этап благодаря тому, что другая команда, «Хуэйчжоу Хуисинь», вышла из турнира. В итоге клуб занял 8-е место и впервые в своей истории получил право на участие во Второй лиге Китая.
В январе 2021 года клуб был переименован в «Циндао Юсайлэнд». В том сезоне они заняли 4-е место и вышли в плей-офф за повышение, где по пенальти (5:4) победили «Пекинский технологический университет» (17-е место в Первой лиге Китая), обеспечив себе повышение в Первую лигу Китая.
В 2023 году клуб был переименован в «Циндао Вест Кост». В том же году клуб занял второе место в Первой лиге и получил право выступать в Суперлиге Китая.

## История переименования клуба
- 2007–2017: ФК «Циндао Кантайюань» (青岛康太源)
- 2017–2018: ФК «Циндао Кангтайн» (青岛康太源)
- 2019–2020: ФК «Циндао Чжунчуан Хэнгтай» (青岛中创恒泰)
- 2021–2022: ФК «Циндао Юсайлэнд» (青岛青春岛)
- 2023–: ФК «Циндао Вест Кост» (青岛西海岸)

## Состав
Примечание: Флаги указываются, так как игрок может иметь более одного гражданства по правилам ФИФА.
| №  |          | Позиция | Игрок                                          |
| -- | -------- | ------- | ---------------------------------------------- |
| 1  | Китай    | Вр      | Цзи Цзябао                                     |
| 2  | Китай    | Защ     | Сун Бовэй                                      |
| 3  | Китай    | Защ     | Чжао Хунлвэ                                    |
| 4  | Китай    | Защ     | Цзинь Янъян (в аренде из «Шанхай Шэньхуа»)     |
| 5  | Китай    | Защ     | Лю Пуцзинь                                     |
| 6  | Китай    | Защ     | Гэ Чжэнь                                       |
| 7  | Китай    | Защ     | Тянь Юн                                        |
| 8  | Китай    | ПЗ      | Чжан Сювэй                                     |
| 9  | Колумбия | Нап     | Брайан Риаскос                                 |
| 10 | Ангола   | Нап     | Нельсон да Луш (в аренде из Витории Гимарайнш) |
| 11 | Китай    | Нап     | Алан Де Карвальо                               |
| 13 | Китай    | ПЗ      | Тань Кайюань                                   |
| 14 | Китай    | ПЗ      | Фэн Ган                                        |
| 15 | Китай    | ПЗ      | Мерданьцзян Абдуклим                           |
| 16 | Китай    | Нап     | Чэнь Сяньюй                                    |

| №  |                                | Позиция | Игрок                                    |
| -- | ------------------------------ | ------- | ---------------------------------------- |
| 17 | Китайская Республика (Тайвань) | ПЗ      | Чэнь По-лян                              |
| 18 | Китай                          | Защ     | Пяо Шихао                                |
| 19 | Франция                        | Нап     | Жан-Давид Богель                         |
| 20 | Бразилия                       | ПЗ      | Матеус Индио                             |
| 22 | Китай                          | ПЗ      | Абдухелиль Османджан                     |
| 24 | Китай                          | Нап     | Дуань Лююй (в аренде из Шаньдун Тайшань) |
| 27 | Китай                          | Защ     | Ян Боюй                                  |
| 28 | Китай                          | Вр      | Ержет Ерзат                              |
| 30 | Китай                          | ПЗ      | Хэ Лунхай (в аренде из Шанхай Шэньхуа)   |
| 32 | Китай                          | Защ     | Чэнь Юхао (в аренде из Ухань Фри Таунс)  |
| 33 | Армения                        | Защ     | Вараздат Ароян                           |
| 35 | Китай                          | Вр      | Ши Сяотянь                               |
| 36 | Китай                          | Защ     | Сун Цзе (в аренде из Чанчунь Ятай)       |
| 39 | Китай                          | Нап     | Лэй Вэньцзе (в аренде из Шанхай Порт)    |

## Главные тренеры
- Чжоу Синь (2018–2023)
- Зоран Янкович (и.о.) (2023)
- Хисаси Куросаки (2024)
- Шао Цзяи (2024–)